# Галльская империя
Галльская империя (лат. Imperium Galliarum) — государственное образование, возникшее на территории римской Галлии во время кризиса III века.
Империя просуществовала с 260 по 274 год и включала в себя территории провинций Галлии, Иберии, Британии и часть Германии (после гибели Постума Иберия вернулась под власть Рима). Сведения о Галльской империи крайне неточны и отрывисты. Основным источником служит «История Августов», сборник кратких биографий императоров, составленный в период правления Диоклетиана и Константина или даже позже. В ней сведения о галльских императорах изложены в разделе «Тридцать тиранов». Дополнительным источником служат монеты, отчеканенные галльскими императорами.

## История Галльской империи

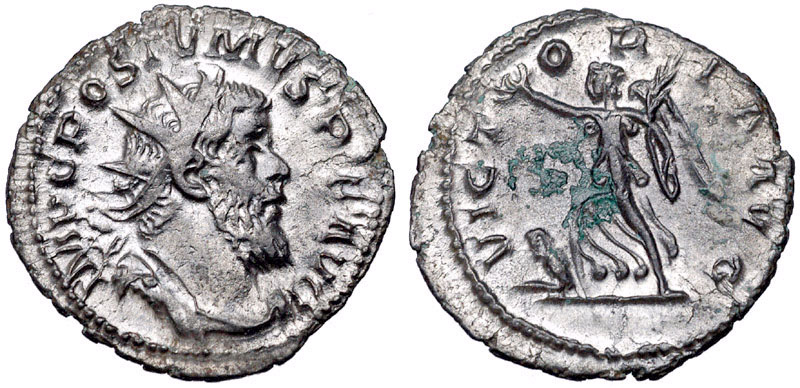
Монета Галльской империи с изображением Постума (правил 260—268)

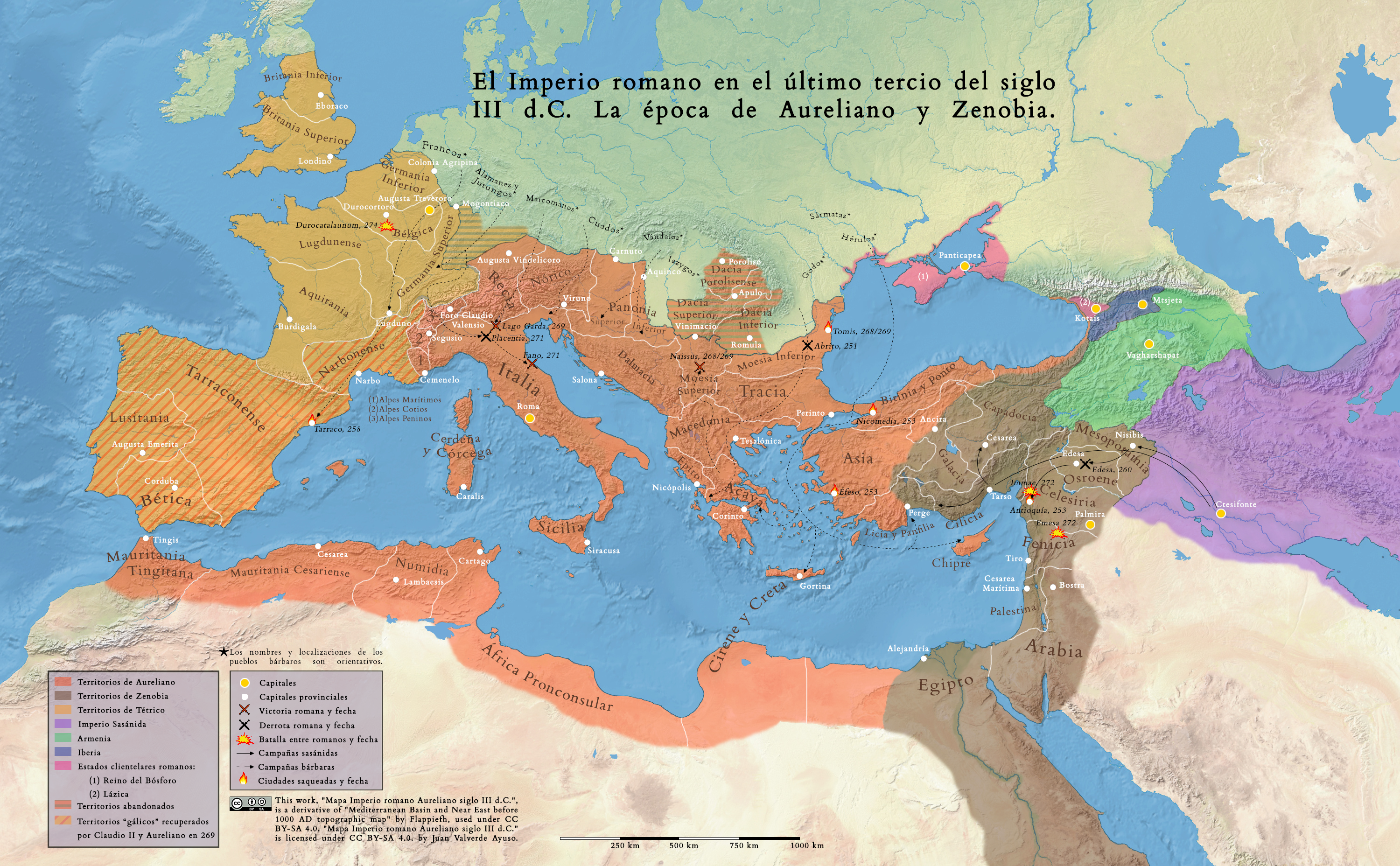
Галльская империя на карте Римской империи III века

Первым галльским императором был Постум, римский полководец, в 260 году поднявший мятеж на германской границе против императора Галлиена. В ходе мятежа были убиты Салонин (сын Галлиена) и преторианский префект Сильван, призванный охранять юношу. Своей столицей Постум сделал город Колония Агриппина (современный Кёльн). Политическое устройство Галльской империи было выстроено по римскому образцу — учреждён сенат, ежегодно избирались два консула. Постум учредил собственную преторианскую гвардию.
Основной задачей галльских императоров была защита рейнской границы от набегов германских племён. После решительной победы Постума над германцами в 260 году варвары напомнили о себе только в 271 году, но были снова разбиты. Внутриполитическая ситуация в сепаратистской империи мало отличалась от общей атмосферы кризиса, в котором в то время пребывал весь римский мир. Галльское государство часто сотрясали мятежи, ни один из императоров не умер своей смертью. Исключением был Тетрик I, но к моменту его смерти Галльской империи уже не существовало.
Римский император Аврелиан одержал окончательную победу в многолетней Скифской войне, вернул в состав империи Пальмирское царство на Востоке и обратился с легионами на Запад. В 274 году Тетрик после предварительных переговоров сдался императору Аврелиану, бросив свои войска. Сопротивление галльских войск, оставшихся без централизованного руководства, было подавлено, и западные провинции вновь вошли в состав Римской империи.
Главной причиной возникновения Галльской империи была крайняя слабость центральной власти при императоре Галлиене. Римская администрация была не в состоянии ни защитить границы империи от набегов соседей, ни противостоять амбициям провинциальных военачальников, присваивавших себе верховную власть во вверенных им провинциях.

## Список императоров
- Постум (260—269)
  - Лелиан (268) — узурпатор
- Марий (269)
- Викторин (269—271)
  - Домициан (271) — узурпатор
- Тетрик I (271—274)
  - Тетрик II (274) — цезарь, сын Тетрика I

## Список консулов
| Год                                  | Консул                 | Консул                |
| ------------------------------------ | ---------------------- | --------------------- |
| 260                                  | Постум (второй раз)    | Гоноратиан            |
| 261                                  | Постум (третий раз)    | неизвестно            |
| 262                                  | неизвестно             | неизвестно            |
| 263                                  | неизвестно             | неизвестно            |
| 264                                  | неизвестно             | неизвестно            |
| 265                                  | Постум (четвёртый раз) | неизвестно            |
| 266                                  | Постум (четвёртый раз) | неизвестно            |
| 267                                  | неизвестно             | неизвестно            |
| 268                                  | Постум (пятый раз)     | Викторин (первый раз) |
| 269                                  | неизвестно             | неизвестно            |
| 270                                  | Викторин (второй раз)  | Санкт                 |
| 271                                  | Тетрик I (первый раз)  | неизвестно            |
| 272                                  | Тетрик (второй раз)    | неизвестно            |
| 273                                  | Тетрик (третий раз)    | неизвестно            |
| Год и последовательность неизвестны: |                        |                       |
| ?                                    | Цензор (дважды)        | Лепид (дважды)        |
| ?                                    | Диалис                 | Басс                  |
| ?                                    | Апр.                   | «Руф.»                |